# Hannya

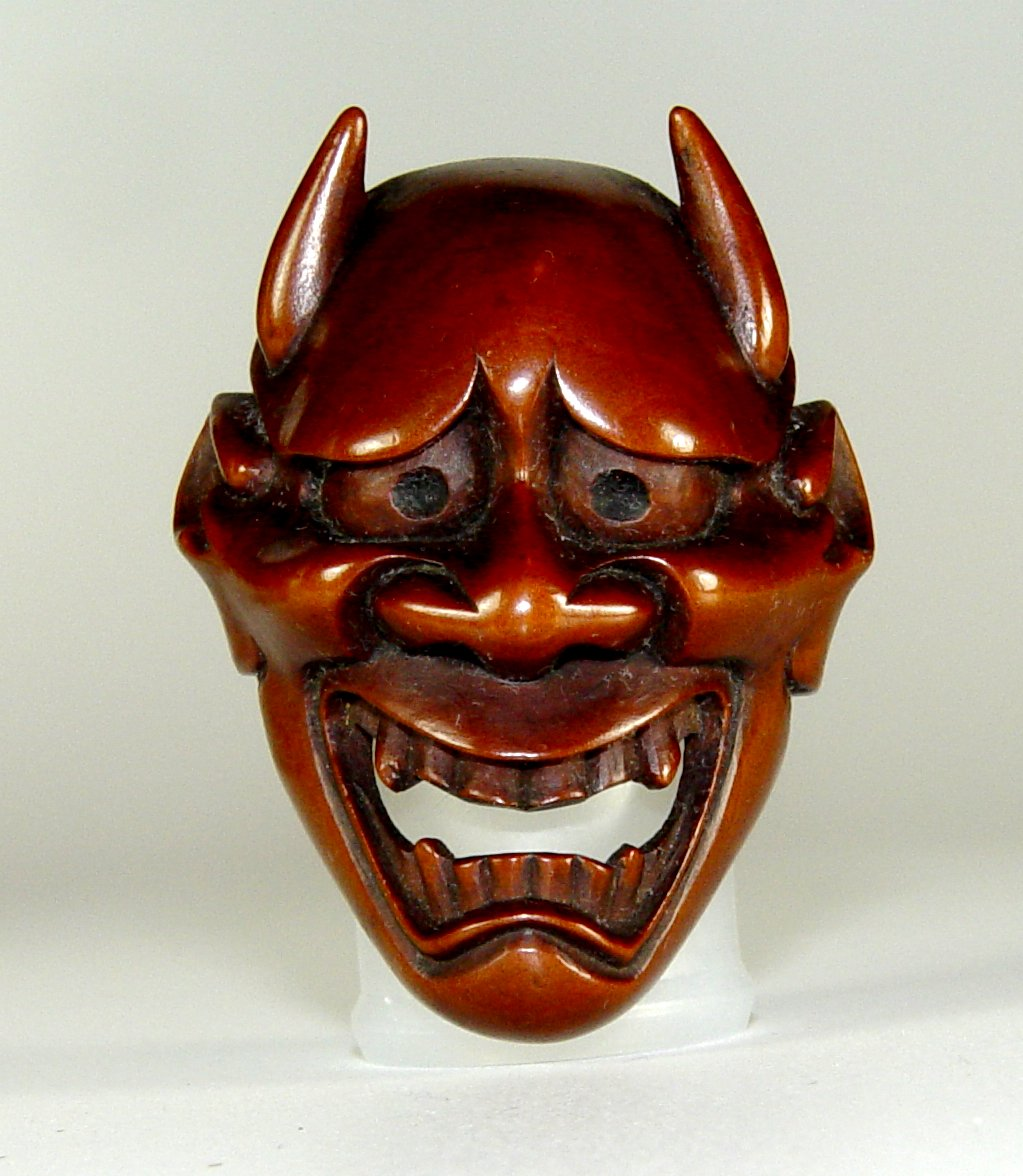
Hannya

Hannya (Japans: 般若) is een ritueel masker uit Japan. Het wordt in no-spel en bij Kyogen gebruikt en verbeeldt een jaloerse vrouwelijke demon. Het masker wordt gebruikt om sublieme emoties van de mens te vertegenwoordigen. Het bezit twee scherpe stierachtige hoorns, felle ogen en een mond (opengesperd van oor tot oor).
Net als vele andere rituele maskers wordt dit masker gebruikt bij dans, theater, festivals en shinto- en boeddhistische rituelen. De verklaring van de oorsprong van het Hannya-masker varieert. Japanse literatuur over de concepten van de kosmos en antikosmos worden gekoppeld aan het verhaal achter de vrouwelijke demon. Beweerd wordt dat de beangstigende Hannya-maskers de zielen zijn van de personages die gek zijn geworden uit jaloezie. Het Hannya-masker wordt gedragen in (onder andere) het verhaal van Genji, Adachigahara en Dojo-ji. Het oudste Hannya-masker stamt uit 1558.
Het Hannya-masker staat bekend als beangstigend en gevaarlijk, maar het is ook een droevig en gekwelde weergave van de complexiteit van de menselijke emoties. Het woord Hannya wordt geassocieerd met waanzin, maar in het boeddhisme betekent het wijsheid van verlichting.
De kleur van het masker zou de intensiteit van de woede weergeven. In het no-spel worden drie typen gebruikt:
- de witte maskers vertegenwoordigen adellijke vrouwen met een jaloerse woede
- rode maskers vertegenwoordigen sterke woede
- de zwarte maskers vertegenwoordigen arme vrouwen die wereldmoe zijn

De kleur van de huidtinten van het masker vertegenwoordigt de sociale rang van de vrouw die wordt afgebeeld. Bijvoorbeeld een lichtere teint wijst op een aristocratische status, licht aan de bovenkant en rood hieronder geeft een lagere klassestatus aan, en helemaal rood staat voor de ware demonen.